# Lista dos campeões das copas estaduais do Brasil de 2023
A lista a seguir traz dados acerca dos campeonatos das Copas Estaduais de futebol realizadas no Brasil em 2023. Significados das colunas:
- Estado: nome do estado, listados em ordem alfabética.
- Copa do Brasil 2024: times classificados para a Copa do Brasil em sua edição de 2024.
- Série D 2024: times classificados para o Campeonato Brasileiro de Futebol - Série D em sua edição de 2024.
- Final: placares dos jogos finais ou, em caso de não ter havido final, a vantagem do campeão ao final do campeonato.

| Estado | Campeão/Artilheiro                                                                    | Vice-campeão  | Copa do Brasil 2024 | Série D 2024  | Final                                                           |
| ------ | ------------------------------------------------------------------------------------- | ------------- | ------------------- | ------------- | --------------------------------------------------------------- |
| AL     | CSE (1º título) Alex Pernambucano (Zumbi) 8 gols                                      | ASA           | —                   | CSE           | ASA 1 (4) x (5) 1 CSE                                           |
| CE     | Iguatu (1º título) Alan Fabrício (Pacajus) 5 gols                                     | Ferroviário   | Ferroviário         | —             | Ferroviário 1 x 0 Iguatu 2 (8) x (7) 1 Ferroviário              |
| ES     | Serra (1º título) Edinho (Porto Vitória) / Gugu Vieira (Serra) 10 gols                | Rio Branco-ES | —                   | Serra         | Serra 3 x 2 Rio Branco-ES                                       |
| MT     | Mixto (3º título) Jhonatan (Mixto) / Calebe (Cuiabá) / Wendel (Operário VG) 5 gols    | Cuiabá        | Operário VG         | Mixto         | Quadrangular final                                              |
| RJ     | Portuguesa-RJ (3º título) Guilherme Barrozo (Friburguense) / Xandinho (Olaria) 7 gols | Olaria        | Olaria              | Portuguesa-RJ | Olaria 2 x 2 Portuguesa-RJ 3 x 0 Olaria                         |
| RS     | São Luiz (2º título - 2º consec.) Guilherme Garré (Novo Hamburgo) 5 gols              | São José-RS   | São Luiz            | —             | São Luiz 2 x 0 São José-RS 2 x 1 São Luiz                       |
| SC     | Marcílio Dias (3º título - 2º consec.) Gustavo Poffo (Marcílio Dias) 6 gols           | Concórdia     | Marcílio Dias       | —             | Marcílio Dias 1 x 1 Concórdia 1 x 3 Marcílio Dias               |
| SP     | Portuguesa Santista (1º título) Franco (Portuguesa Santista) 8 gols                   | São José-SP   | Portuguesa Santista | São José-SP   | Portuguesa Santista 1 x 0 São José-SP 2 x 2 Portuguesa Santista |

## Recopas Estaduais
| Campeonato                 | Final                                             | Final  | Final                                                |
| Campeonato                 | Vencedor                                          | Placar | Vice                                                 |
| -------------------------- | ------------------------------------------------- | ------ | ---------------------------------------------------- |
| Recopa Gaúcha de 2023      | Grêmio Campeão do Campeonato Gaúcho de 2022       | 4 – 1  | São Luiz Campeão de Copa FGF de 2022                 |
| Recopa Catarinense de 2023 | Brusque Campeão do Campeonato Catarinense de 2022 | 1 – 0  | Marcílio Dias Campeão da Copa Santa Catarina de 2022 |
| Recopa Mineira de 2023     | Athletic Campeão Mineiro do Interior de 2022      | 1 – 0  | Democrata GV Campeão do Troféu Inconfidência de 2022 |